# 雪球

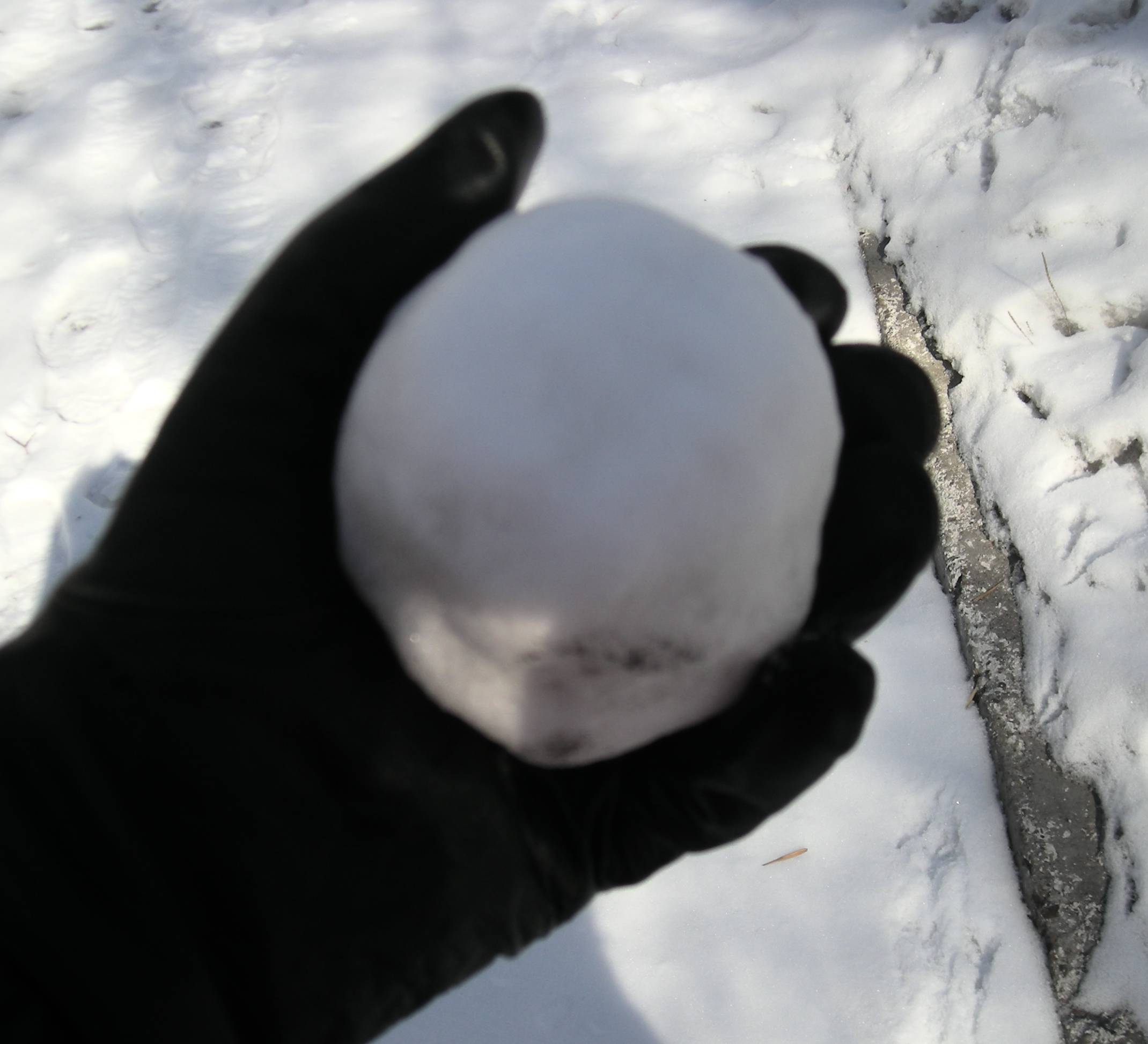
一个雪球

雪球是由雪制成的球形物体，通常人們用手舀雪後，再将雪压在一起，使其成为一个球。 雪球经常被用于打雪仗等游戏中。一个较小的雪球在覆盖着雪的表面上滚动後可以形成一个較大的雪球。较小的雪球在滚动过程中吸收了更多的雪，从而不断增大。